# Синдром космічної адаптації
Синдро́м космі́чної адапта́ції або космічна хвороба (англ. Space adaptation syndrome (SAS) — патологічний стан, який відчувають за різними оцінками від третини до половини всіх космонавтів під час адаптації до невагомості. За симптомами синдром схожий на морську хворобу: зниження апетиту, запаморочення, головний біль, посилення слиновиділення, нудота, іноді зустрічається блювання, просторові ілюзії. Всі ці ефекти зазвичай проходять після 3—6 діб польоту.

## Причини
Серед причин розвитку цього порушення називають такі:
- Необхідність адаптації вестибулярного апарату до невагомості[1][3].
- Порушення взаємодії інших сенсорних систем організму[1].
- Перерозподіл крові в організмі[1].

## Цікаві факти
- Подібний стан деякі космонавти відчувають протягом першої доби після повернення на Землю[1].
- Неприємні відчуття і симптоми, пов'язані із синдромом космічної адаптації, варіюються за ступенем тяжкості. Близько 50 % космонавтів відчувають дискомфорт середнього ступеня (нудота, головний біль, дезорієнтація); у приблизно 10 % спостерігається тяжка реакція (блювання, інші симптоми, що абсолютно позбавляють людину можливості нормально працювати протягом періоду звикання). Одним із найважчих випадків реакції на невагомість в астронавтиці США був політ астронавта і сенатора Конгресу США Джейка Гарна (англ. Jake Garn) у 1985 році за програмою «Спейс Шаттл». Астронавт почувався настільки погано, що серед його колег-астронавтів НАСА (після гумористичної оцінки в популярному коміксі) увійшла в побут жартівлива одиниця вимірювання тяжкості стану в період адаптації — один гарн. Більшість же астронавтів відчувають дискомфорт не більше 1/10 гарну за цією шкалою[4].